# Couvent de Schwartzenthann
Le couvent de Schwartzenthann ou Schwarzenthann est un monument historique situé à Soultzmatt, dans le département français du Haut-Rhin.

## Localisation
Ce bâtiment est situé au lieu-dit Klostergarten à Soultzmatt.

## Historique
D'abord établie à Marbach, une communauté de sœurs augustines est transférée au Schwarzenthann, sur les hauteurs méridionales de Wintzfelden, en 1117.
Ce prieuré féminin connaît son apogée en 1154, avec la réalisation du Codex Guta-Sintram, calligraphié par la chanoinesse Guta de Schwarzenthann et enluminé par le chanoine Sintram de Marbach.
En 1298, le couvent est dévasté par les troupes du comte de Ferrette et le déclin se confirme dès la fin du XIVe siècle, accéléré par l'abbé de Marbach qui le vide de ses occupantes. De 1484 à 1533, le couvent est  partiellement occupé, bien qu'à nouveau saccagé par les paysans en 1525. Les dernières sœurs quittent Schwarzenthann en 1531. 
Le couvent est racheté par la commune de Soultzmatt en 1543 et ses ruines servent alors de carrière aux habitants du lieu jusqu'au XVIIIe siècle. 

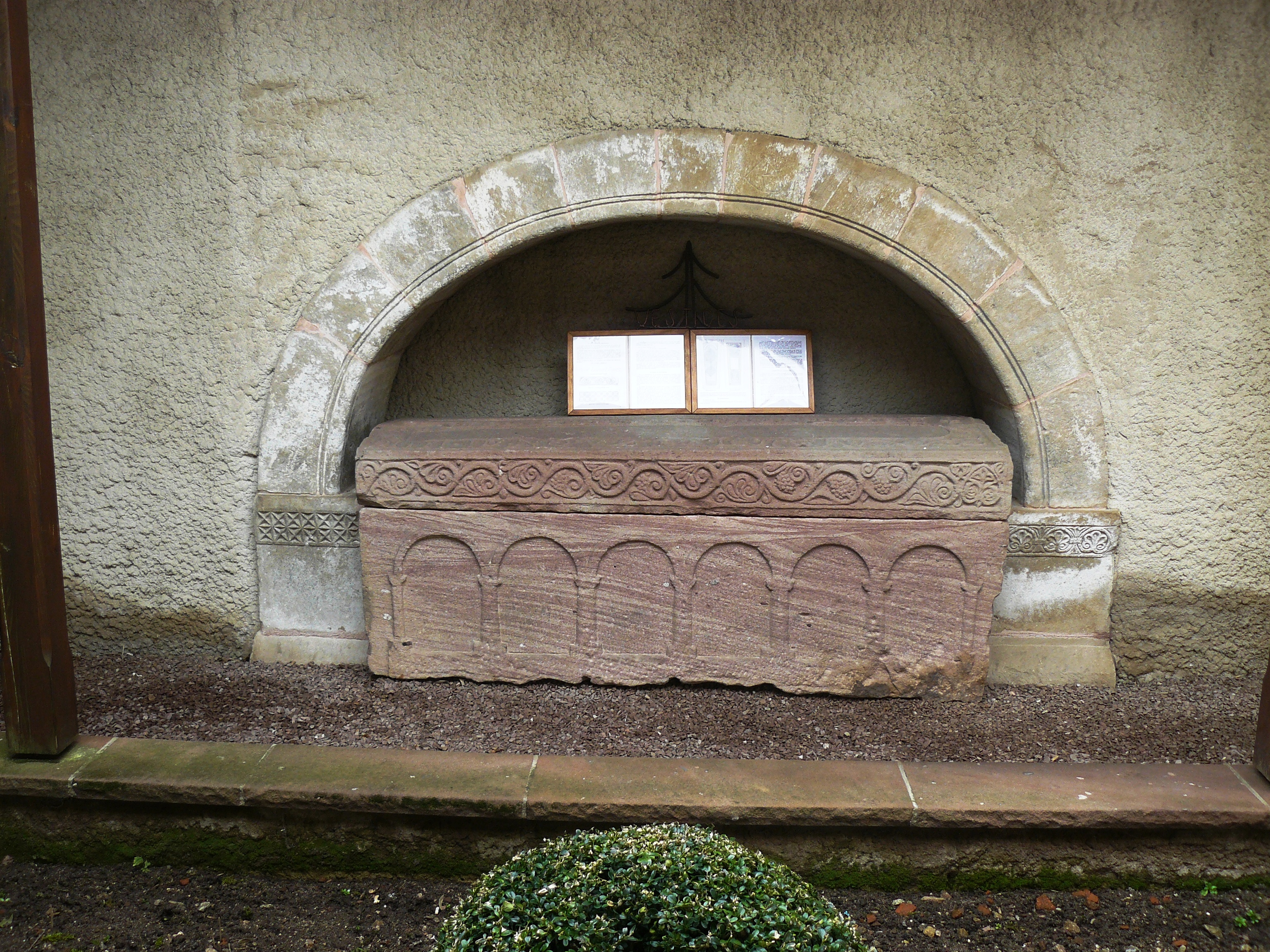
Sarcophage du XIIe siècle installé dans les jardins du presbytère de Wintzfelden, provenant du couvent de Scharzenthann.

Les ruines ont été retrouvées par les enfants du village et des jeunes des environs en 1969, en particulier un sarcophage roman et des dalles funéraires, qui ont été mis à l'abri dans le lapidarium, à côté de l'église de Wintzfelden.
Les fondations sont encore visibles (église, hospice, ferme) et un sentier de découverte retraçant l'histoire a permis de se replonger dans cette période. Depuis janvier 2024, une vidéo en 3D est en ligne sur le site de Schwarzenthann (voir un article connexe ci-dessous) et de nouveaux panneaux intégrant la 3D guident la découverte sur place.
L'édifice fait l'objet d'un classement au titre des monuments historiques depuis 1982.